# 亚历山大·冯·科策比

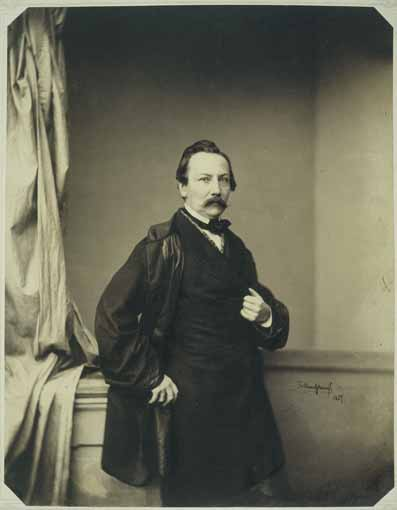
亚历山大·冯·科策比

亚历山大·弗里德里希·威廉·弗朗茨·冯·科策比（Alexander Friedrich Wilhelm Franz von Kotzebue，1815年6月9日—1889年8月24日）是一位德国浪漫主义歷史畫画家，主要绘制历史场面和战争场面画作。
亚历山大的父亲是剧作家奥古斯特·冯·科策布。亚历山大·冯·科策布生于柯尼斯堡。1819年，父亲去世，科策布正在圣彼得堡的軍校受训。1838年，他转而走上艺术生涯，开始在圣彼得堡的艺术学院跟从亚历山大·绍尔维德学习。他在圣彼得堡的帝国艺术学院修学6年，最终于1844年在圣彼得堡展出了画作《进攻华沙》。
他在1846年來到巴黎，继续学习，在1848年來到比利时、荷兰、意大利以及德国，最终定居在慕尼黑。此后，他成为俄罗斯帝国艺术学院教授，还成为慕尼黑美术学院名誉成员。
科策布曾为俄国沙皇绘制过几幅巨幅战争画作，展现俄军在七年战争中的作战场面；也画过亚历山大·苏沃洛夫曾指挥过的战役的场面。科策布最终死于慕尼黑，被葬在老南部陵园。